# Choca-da-bolívia
Choca-da-bolívia (nome científico: Thamnophilus sticturus) é uma espécie de ave pertencente à família dos tamnofilídeos. Pode ser encontrada na Bolívia e Brasil.
Seu nome popular em língua inglesa é "Bolivian slaty antshrike".